# Interim
Het voorvoegsel interim wordt gebruikt om aan te geven dat iets of iemand een functie tijdelijk waarneemt. Het komt van de Latijnse uitdrukking ad interim: in de tussentijd.
Een bedrijf kan een interim-manager aanstellen om tijdelijk de leiding over (een deel van) het bedrijf te nemen. Als de regering van een land haar functie niet meer kan of mag vervullen, wordt een interim-regering aangesteld.
Met name in Vlaanderen wordt met het losse woord 'interim' ook een tijdelijke kracht oftewel een uitzendkracht bedoeld. Een interimkantoor is hetzelfde als een uitzendbureau.
In 1548 werden, in het kader van de strijd tussen rooms-katholieken en lutheranen in Duitsland, het Interim van Augsburg en later het Interim van Leipzig uitgevaardigd.